# 索县
索县（藏語：སོག་རྫོང་，威利转写：sog rdzong，藏语拼音：Sog Zong）是中華人民共和國西藏自治区那曲市的一個縣。「索」藏语意为「蒙古」。該縣位於怒江上游的索曲（河）流域。

## 行政区划
索县下辖2个镇、8个乡：
亚拉镇、荣布镇、若达乡、加勤乡、赤多乡、西昌乡、江达乡、热瓦乡、嘎美乡和嘎木乡。

## 人口
根據那曲市第七次全國人口普查公報，截止2020年11月1日零時，索縣常住人口為52923人。

## 交通
- 317国道过境。